# Cultripalpa indistincta
Cultripalpa indistincta är en fjärilsart som beskrevs av Moore 1882. Cultripalpa indistincta ingår i släktet Cultripalpa och familjen nattflyn. Inga underarter finns listade i Catalogue of Life.